# Нойциль, Валли
Ва́лли (Ва́льбурга) Нойциль (нем. Wally (Walburga) Neuzil (Neužil); 19 августа 1894, Таттендорф, Баден — 27 декабря 1917, Синь, Сплитско-Далматинская жупания) — натурщица, подруга и муза австрийского живописца Эгона Шиле.

## Биография
Валли Нойциль родилась 19 августа 1894 года в Таттендорфе, пригороде Вены. Её отец Йозеф Неужил (Josef Neužil), уроженец Богемии, был школьным учителем, а мать Текла Пфнайсль — подёнщицей. В 1906 году после смерти отца мать с дочерью переехали в Вену. Согласно одной из легенд, изначально Валли работала моделью для Густава Климта. В 1911 году 17-летняя Валли Нойциль позировала для Эгона Шиле, у них завязался роман. Решив уехать из Вены, пара поселилась в чешском городке Крумау. Сожительство молодых людей вызвало недовольство местных жителей, и пара была вынуждена перебраться в Нойленгбах, недалеко от Вены. В 1912 году Шиле был обвинён в растлении одной из несовершеннолетних, посещавших его мастерскую. Полиция обнаружила у него более сотни рисунков, которые были объявлены порнографическими. Впоследствии обвинения в похищении и растлении несовершеннолетней были отклонены, но художник был признан виновным в распространении порнографии. Поскольку Шиле до суда уже провёл в тюрьме 21 день, его приговорили к заключению только на три дня с конфискацией скандальных рисунков. Валли была одной из немногих близких Шиле, кто навестил его в тюрьме. Став известным художником, Шиле в 1915 году расстался с Валли и женился на Эдит Хармс из благополучной мелкобуржуазной семьи, жившей напротив его мастерской. Валли художник предложил раз в год ездить вместе в отпуск, но девушка отказалась.

После расставания с Шиле Валли записалась на курсы медсестёр, после чего работала в военном госпитале в Вене, а с 1917 года в городке Синь около Сплита в Далмации. Там Валли Нойциль умерла от скарлатины 25 декабря 1917 года. Существует легенда (ничем не подтверждённая), что узнав о смерти Валли, Шиле изменил название своей картины «Мужчина и девушка» на «Смерть и девушка», где в роли смерти выступал он сам. В действительности картина «Смерть и девушка» была написана Шиле в 1915 году, в период болезненного разрыва с Валли.
Картина «Портрет Валли Нойциль» — одна из самых известных картин Эгона Шиле. Скандал вокруг прав на неё заставил парламент Австрии в 1998 году принять закон об ускоренной реституции работ из собраний национальных музеев в том случае, если их кража будет доказана. Об этих событиях был снят документальный фильм «Portrait of Wally» (2012). В фильме 1980 года «Эгон Шиле — Скандал» (нем. «Egon Schiele — Exzesse») роль Валли Нойциль исполнила Джейн Биркин.